# 孙海平
孙海平（1955年1月—），中国上海人，著名田径教练员，因培养出世界110米欄王刘翔而闻名，现任中国国家田径队副总教练。是中共十七大代表。